# 佐幌ダム

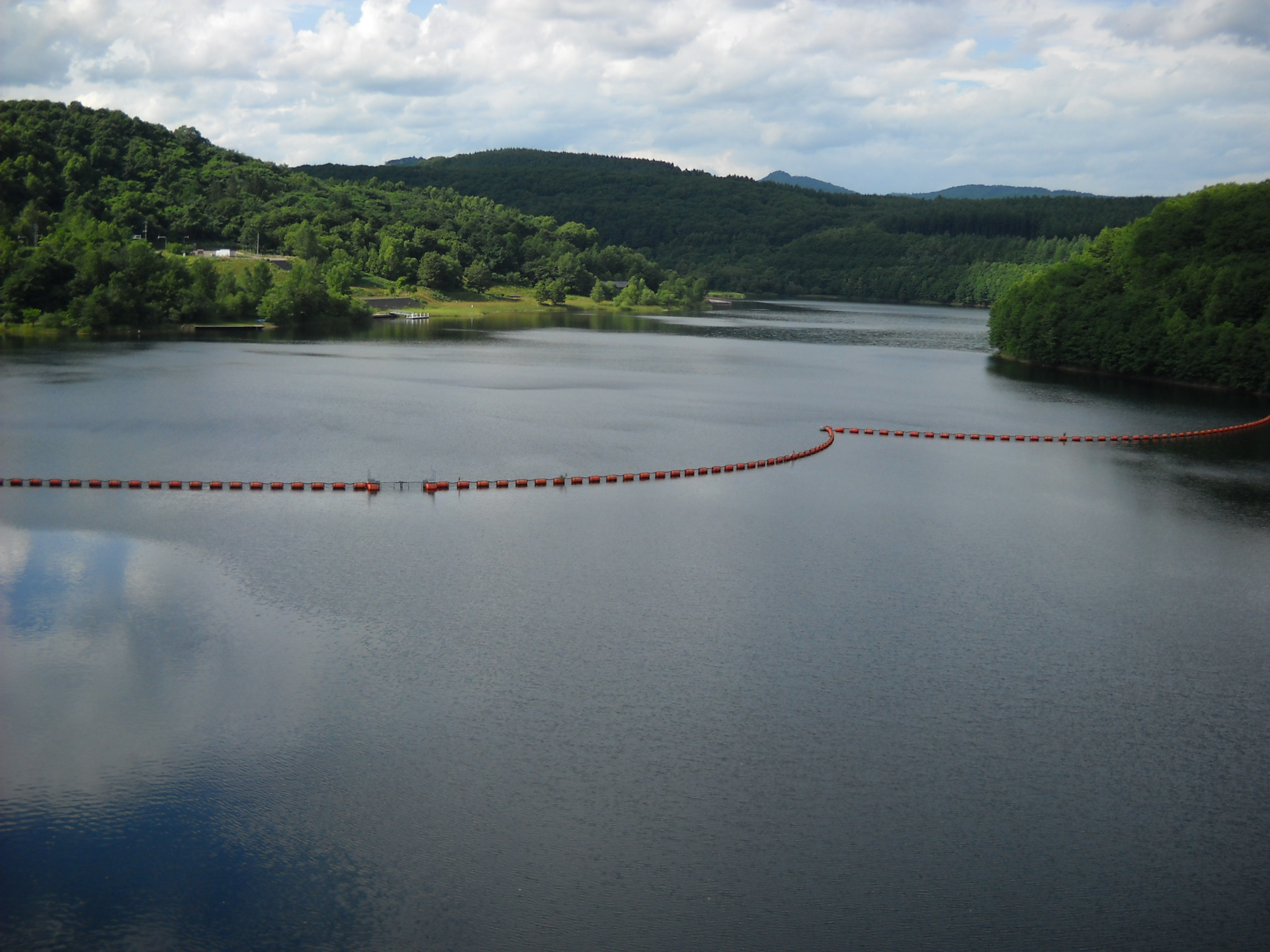
サホロ湖

佐幌ダム（さほろダム）は、北海道十勝総合振興局上川郡新得町にある十勝川水系一級河川佐幌川に築造された治水専用のダムである。愛称「アカツキおのだ　佐幌ダム」。ダムによって形成された人造湖はサホロ湖（サホロこ）と命名された。

## 沿革
沿革は、以下のとおり。
- 1967年（昭和42年） - 1970年（昭和45年） : 予備調査
- 1970年（昭和45年） - 1972年（昭和47年） : 実調査
- 1973年（昭和48年） - 1984年（昭和54年） : 建設
- 1984年（昭和54年）9月17日 : 竣工[5]
- 1988年（平成元年） - 1997年（平成9年） : 補助ダムで全国初のダム湖活用推進（レイクリゾート）事業が行われる。
- 1993年（平成5年） : 国土交通省が「地域に開かれたダム」に指定する。

## 目的
ダムで洪水を調節し、ダム下流域の水害を防除する。

## 周辺
- サホロ湖キャンプ場
- サホロリゾート
- 佐幌岳